# إياد الدهماني
إياد الدهماني (13 سبتمبر 1977- ) هو سياسي تونسي وعضو المجلس الوطني التأسيسي عن الحزب الجمهوري.